# یونگابورا
یونگابورا (به انگلیسی: Yungaburra) یک شهرک در استرالیا است که در کوئینزلند واقع شده‌است.